# 南京鼓楼医院集团宿迁医院
南京鼓楼医院集团宿迁医院，原名为宿迁市人民医院，是中华人民共和国江苏省宿迁市的一所民营医院，为三级甲等医院，位于宿迁市宿城区黄河南路138号。